# Drop It Like It's Hot
Drop It Like It's Hot is een single van de Amerikaanse rapper Snoop Dogg en eveneens Amerikaanse zanger Pharrell Williams uit 2004. Het stond in hetzelfde jaar als derde track op het album R&G (Rhythm & Gangsta): The Masterpiece.

## Achtergrond
Drop It Like It's Hot is geschreven door Pharrell Williams, Chad Hugo en Calvin Broadus en geproduceerd door Pharrell Williams en Chad Hugo welke als producerduo werkten onder de naam The Neptunes. De titel Drop It Like It's Hot verwijst naar het naar beneden laten zakken van billen, door de artiesten gericht aan dansende vrouwen. Het nummer is ontstaan uit een studiesessie van Snoop Dogg en Pharrell Williams, waarbij leden van de Crip gang aan het wachten waren totdat er een goed lied was gemaakt. Het nummer was een enorme hit; het bereikte hitlijsten over de hele wereld. De hoogste positie werd gehaald in de Verenigde Staten en Nieuw-Zeeland, waar het op de eerste plaats stond. In Nederland haalde het de vijfde plek in de Top 40 en een zevende plaats in de Single Top 100. Het haalde  ook de negende plaats in Vlaanderen en de elfde positie in Wallonië. Het lied werd voor twee Grammy Awards genomineerd; één voor Best Rap Song en één voor Best Rap Performance By A Duo Or Group. Beide nominaties werden niet verzilverd.

## Videoclip
De videoclip van het nummer  is gemaakt in mei 2004 door Paul Hunter. De video is volledig opgenomen in zwart/wit. In de video zijn een dansende Snoop Dogg en Pharrell Williams te zien, evenals vrouwen die hun billen droppen.

## Covers
Snoop Dogg heeft in 2012 een andere versie van het lied opgenomen getiteld Pocket Like It's Hot voor een reclame van Hot Pockets.